# Molophilus subapterogyne
Molophilus subapterogyne is een tweevleugelige uit de familie Limoniidae. De soort komt voor in het Australaziatisch gebied.